# النواغرة (ابني امحمد)
النواغرة هو دُوَّار يقع بجماعة زمران، إقليم قلعة السراغنة، جهة مراكش آسفي في المملكة المغربية. ينتمي الدوّار لمشيخة ابني امحمد التي تضم 19 دوار. يقدر عدد سكانه بـ 244 نسمة حسب الإحصاء الرسمي للسكان والسكنى لسنة 2004.

## روابط خارجية
- البوابة الوطنية للجماعات الترابية
- المندوبية السامية للتخطيط